# Gerhard Eck

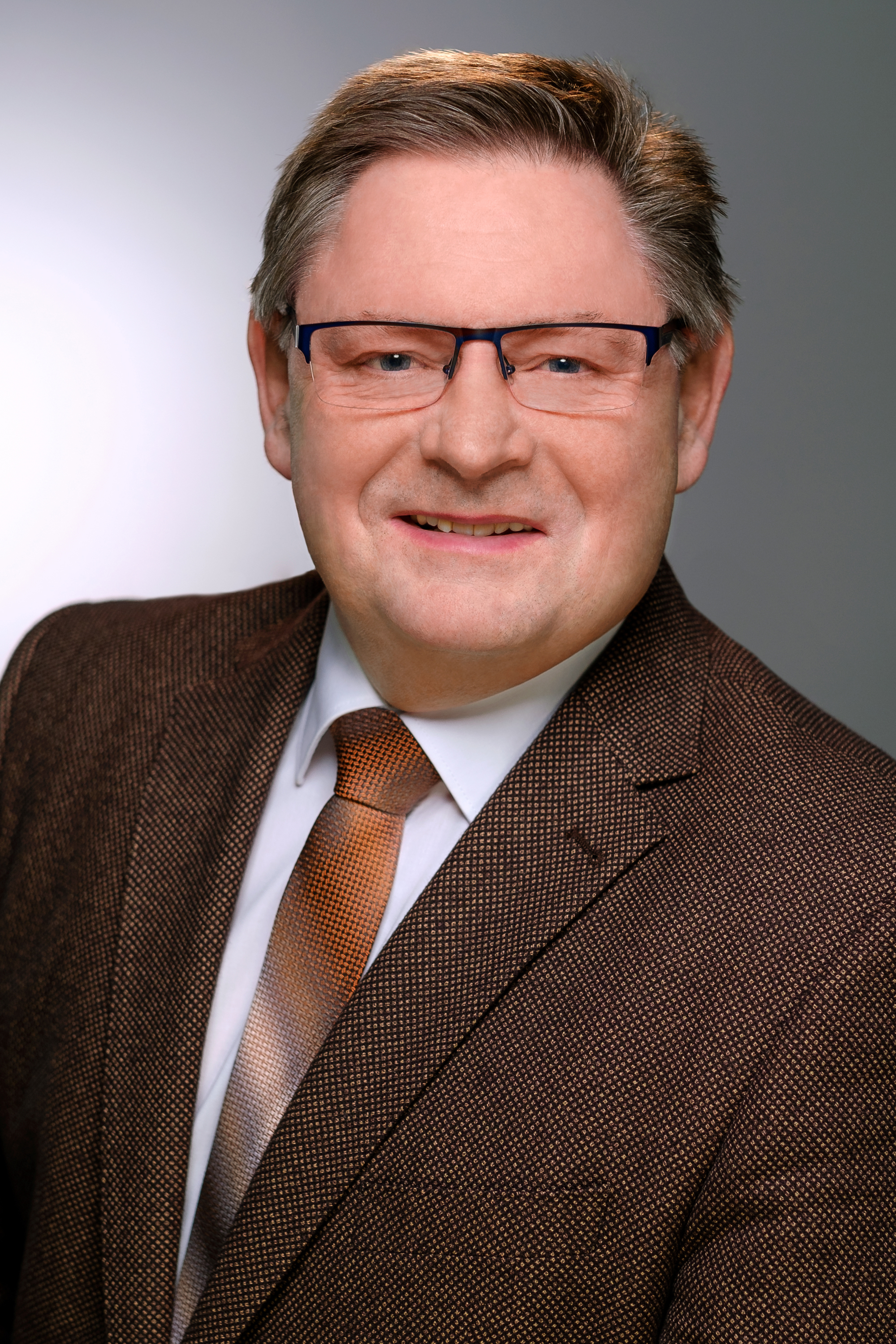
Gerhard Eck 2019

Gerhard Eck (* 24. Januar 1960 in Schweinfurt) ist ein bayerischer Politiker. Als Abgeordneter der CSU gehörte er von 1998 bis 2023 dem Bayerischen Landtag an. Von 2009 bis 2022 war er, mit einer kurzen Unterbrechung 2020, als er Staatssekretär im Bayerischen Staatsministerium für Gesundheit und Pflege war, Staatssekretär im Bayerischen Staatsministerium des Inneren.

## Leben

### Ausbildung und Beruf
Eck absolvierte nach dem Besuch der Grund- und Hauptschule 1966 bis 1975 in den Jahren 1975 bis 1978 eine Bauzeichnerlehre. Von 1979 bis 1981 war er Maurerlehrling mit Abschluss. Danach arbeitete er von 1988 bis 2009 als Selbstständiger mit einem Bauplanungsbüro.

### Parteilaufbahn
Eck ist seit dem Jahr 1984 Mitglied der CSU und war in seiner Partei in vielen Vorstandsämtern aktiv. So war er seit 1997 CSU-Kreisvorsitzender Schweinfurt-Land und seit 1997 CSU-Mitglied im Bezirksvorstand. 2011 wurde er zum Bezirksvorsitzenden der CSU Unterfranken gewählt. Eck ist Mitglied im Arbeitskreis Wehrpolitik der CSU, der insbesondere die Interessen der bayrischen Rüstungsindustrie vertritt.

### Öffentliche Ämter
Eck war für seine Partei zwischen 1984 und 1990 im Gemeinderat von Donnersdorf und anschließend von 1990 bis 2009 1. Bürgermeister der Gemeinde Donnersdorf. Seit 1996 ist Eck Kreisrat im Kreistag des Landkreises Schweinfurt.
Vom 28. September 1998 bis zum 30. Oktober 2023 war Eck Mitglied des Landtags. Eck vertrat den Stimmkreis Schweinfurt (Wahlkreis Unterfranken). Bei der Landtagswahl 2023 verzichtete er auf eine erneute Kandidatur.
Als Nachfolger für den zurückgetretenen Bernd Weiß berief ihn Ministerpräsident Horst Seehofer am 13. Oktober 2009 zum Staatssekretär im bayerischen Innenministerium. Das Amt übte er auch in den Kabinetten Söder I und Söder II aus. Mit Wirkung zum 24. März 2020 wechselte Eck zur Verstärkung des Kampfes gegen die Corona-Pandemie als Staatssekretär ins bayerische Gesundheitsministerium. Ab dem 1. Juli 2020 war er wieder Staatssekretär im Staatsministerium des Inneren. Am 23. Februar 2022 wurde er in diesem Amt von Sandro Kirchner abgelöst.

### Verwandtenaffäre
In der Verwandtenaffäre wurde am 3. Mai 2013 von der Landtagspräsidentin des bayerischen Landtags Barbara Stamm (CSU) eine Liste mit Namen von Abgeordneten veröffentlicht, die Verwandte ersten Grades (Ehepartner, Eltern, Kinder) beschäftigten. Auf dieser Liste erschien auch Eck, der 1998 seine Ehefrau als Mitarbeiterin eingestellt hatte.

### Privates
Eck ist römisch-katholisch, verheiratet und hat zwei Kinder.

### Ehrungen
- 2016: Bayerische Verfassungsmedaille in Silber
- 2025: Bayerischer Verdienstorden[12]

## Politische Positionen

### Energieversorgung
Politisch sprach sich Eck 2010 für die Weiternutzung der Kernenergie aus.
Eck ist ein Kritiker der Windenergienutzung.

### Umweltschutz
Eck lehnte die Aufnahme von Teilen des Naturpark Steigerwaldes in das UNESCO-Weltnaturerbeprogramm durch die Umwidmung in einen Nationalpark ab. Eck ist Vorsitzender des Anti-Nationalpark-Vereins „Unser Steigerwald“.